# Néstor Meza
Néstor Meza Villalobos (Retiro, 4 de junio de 1913- Santiago, 10 de julio de 1993) fue un historiador chileno, que recibió el Premio Nacional de Historia en 1980.

## Biografía
Nacido en Retiro, Provincia de Linares, en el seno de una familia de pequeños comerciantes rurales de Linares, se educó en el notable sistema de educación pública de su época, (Escuela rural, Liceo de Talca, Chillán, Linares). Su empobrecida familia, -golpeada por la crisis de 1930 y con la ayuda de tres de sus maestros del Liceo de Linares y la Liga de Estudiantes Pobres, a quienes dedicó sus principales obras- viajó a Santiago donde cursó Pedagogía en Historia entre 1932 y 1936 en la Facultad de Filosofía y Educación de la Universidad de Chile. Se graduó brillantemente en 1938 con una tesis realizada en el Seminario de Historia Económica de Juan Gómez Millas titulada: “Formas y motivos de las empresas españolas en América y Oceanía: Su esencia económico cultural” que fue publicada en el Boletín de la Academia Chilena de la Historia en 1936. Se la ha considerado un trabajo seminal de la investigación histórica americanista. 
Entre 1938 y 1943 dictó sus clases en el Liceo de Linares como profesor de Historia y Geografía. Habiendo sido alumno directo de Gómez Millas y Ricardo Donoso, fue recomendado para formar parte del plantel fundador de la Universidad Nacional de Cuyo en Mendoza, Argentina como catedrático de Historia de América. Allí junto a la docencia continuó su trabajo como investigador ampliando su intuición primaria sobre el significado político del financiamiento privado de la empresa de conquista.
El ascenso nacionalista del peronismo en Argentina lo despojó de su cátedra, se reincorporó en 1946 a su trabajo en el Liceo de Linares. En 1947 ganó por concurso una posición en el Departamento de Historia de la Facultad de Filosofía y Humanidades de la Universidad de Chile, lugar en el que trabajó e investigó los próximos 35 años, como profesor titular de Historia de América y donde realizó una fecunda labor hasta su retiro en 1984.
Sus colegas del Departamento de Historia lo postularon al Premio Nacional de Historia, que le fue concedido en 1980.
Murió a los 80 años en julio de 1994.
Tuvo 2 hijos con su esposa Olga Lopehandía, la mayor nació en 1939 y el otro nació en el año 1941, de estos 2 hijos tuvo 8 nietos en total.

## Su legado historiográfico
A finales de la década de los '30s, la Revista Chilena de Historia y Geografía comenzó a publicarle una serie de sus artículos, entre los que destacan “El capitán de conquista y la riqueza” (1937) y “La formación de la fortuna mobiliaria y el ritmo de la conquista de América” (1940-41), donde atribuyó al financiamiento privado de la conquista el carácter de motor dinamizador de la rápida expansión hispánica sobre el continente. En “Santiago y el alzamiento de Pedro de Valdivia.” (El Mercurio, 12 de febrero de 1941), analizó el papel protagónico del Cabildo en la representación de los intereses de los súbditos ante el Rey y su legitimación en el iusnaturalismo, constituyendo este episodio el comienzo de la actividad política chilena. En “El régimen jurídico de la conquista y la guerra de Arauco” (1946) destacó la importancia de la función militar de la ciudad, las obligaciones defensivas y militares de los encomenderos y la formación de las oligarquías, lo que abriría una fecunda línea investigativa en la historiografía chilena. En el ”Significado del período 1493-1508 en el proceso de la Conquista” (1947) analiza el tránsito y motivaciones que experimentaron de los empleados de la factoría colombina para devenir aspirantes a señores y el desarrollo del impulso a conquistar el continente. Estos trabajos fueron compilados en el libro "Estudios sobre la conquista de América” (1975), con prólogo de Demetrio Ramos, catedrático de la Universidad de Valladolid (España).
Su temprano abandono del marxismo que había motivado indirectamente sus primeras investigaciones y el interés por comprender más profundamente el carácter de la Monarquía que permitía esta actividad a sus súbditos lo llevaron a investigar el régimen que estableció el monarca para regular las relaciones entre indígenas y los súbditos españoles, especialmente con los encomenderos. 
Este fue el hilo conductor de sus investigaciones en política indígena en Chile y América, que dieron como resultado dos libros: “La política indígena en el Reino de Chile” (1953) y “La política indígena del Estado Español en América” (1975). En ambas obras analizó detalladamente el conflicto entre los derechos de los conquistadores, quienes habían financiado la ocupación de estos territorios y su defensa; y la apelación al “Rey justo” y las obligaciones que resultaban de la ética sobrenatural que hacían los jusnaturalistas en defensa de los indígenas. Enfatizó aquí el rol mediador del Estado y el derecho activo a la representación ejercido por los súbditos a través de sus órganos especialmente los cabildos y la Audiencia. Por otro lado los jusnaturalistas acuden al Rey para proteger a los más débiles empezando esta tendencia que caracteriza a la sociedad chilena y que ha incrementado el poder estatal en la configuración del desarrollo social.
Estos trabajos iluminaron aspectos desconocidos de la dignidad de los súbditos frente a la Monarquía y especialmente en lo referente a las concepciones políticas vigentes al momento del quiebre de la Monarquía Española a principios del siglo XIX, los cuales representaron sus dos aportaciones mayores a la historiografía chilena: “La conciencia política Chilena durante la Monarquía” (1958) donde vertebra de significación la historia de Chile desde 1542 a 1810 y devela el origen de la cultura política de los chilenos expresada como una unidad orgánica los últimos cuatro siglos.
"El significado del periodo 1806-1810 y crisis de la Monarquía” (1957) es una descripción minuciosa del estado de ánimo de los protagonistas desde el episodio de la noticia de la invasión Napoleónica hasta el juramento de fidelidad al Rey Fernando realizado el 18 de septiembre de 1810, destacando el carácter conservador de este movimiento Juntista.
Todos ellos fueron publicados por el Instituto de Investigaciones Histórico- Culturales de la Universidad de Chile, del que formaba parte desde 1956. Para realizar estas investigaciones tuvo el apoyo de su Universidad para tres residencias en el extranjero, durante el año 1959 y 1963 en el Archivo de Indias de Sevilla, y en el Archivo Nacional de Colombia en 1964.
A medida que se adentraba en esta historia de los contenidos de la conciencia fue incrementando su interés por la gnoseología y reconociendo la necesidad de una sólida concepción filosófica que fundamentara la ciencia histórica. Su temprano interés por la filosofía se agudizó con la incorporación a su bagaje de la concepción historicista que asimiló de Benedetto Croce y de la escuela alemana de Dilthey. A principios de los 60 comenzó a impartir el curso de “Teoría de la Historiográfica”.
En 1966 el Goethe Institut y la Universidad de Chile financiaron una residencia en la Göttingen por un semestre, para realizar estudios sobre el desarrollo de la concepción historiográfica durante el siglo XIX y principios del XX.

## Obras
- Formas y motivos de las Empresas españolas en América y Oceanía: su esencia económico-cultural (1937)
- La formación de la fortuna mobiliaria y el ritmo de la Conquista (1941)
- Régimen jurídico de la conquista y de la Guerra de Arauco (1946)
- Política indígena en los orígenes de la sociedad chilena (1951)
- La actividad política del Reino de Chile entre 1806-1810 (1958)
- La conciencia política chilena durante la monarquía (1958)
- Estudios sobre la conquista de América (1971)
- Historia de la política indígena del estado español en América: las Antillas, el distrito de la Audiencia de Santa Fe (1975)